# Pyšely
Pyšely – miasto i gmina w Czechach, w powiecie Benešov, w kraju środkowoczeskim. Według danych Czeskiego Urzędu Statystycznego z dnia 1 stycznia 2023 liczyło 2 195 mieszkańców.
W miejscowości jest przystanek kolejowy Pyšely.